# Union républicaine (Espagne, 1934)
 (janvier 2023).
L'Union républicaine (en espagnol : Unión Republicana, UR) était un parti politique espagnol, fondé par Diego Martínez Barrio en 1934. Il a joué un rôle important dans la politique espagnole avant le commencement de la Guerre civile espagnole, après laquelle son activité et son importance furent éclipsées par le PSOE et le PCE. Exilé avec l'opposition républicaine, il fusionnera à la fin des années 1950 dans la nouvelle Action républicaine démocratique espagnole.